# アレグザンダー・マッケンジー (作曲家)
サー・アレグザンダー・キャンベル・マッケンジー（Sir Alexander Campbell Mackenzie KCVO 1847年8月22日 - 1935年4月28日は、スコットランドの作曲家、指揮者、教師。最も知られるのはオラトリオ、ヴァイオリンとピアノのための作品群、またスコットランド民謡や舞台用作品である。
マッケンジーは音楽家一家の生まれで、音楽教育のためにドイツに送られた。彼は90以上の作品を作曲して作曲家として大きな成功を収める傍ら、1888年から1924年までは王立音楽アカデミーの運営に注力した。パリーやスタンフォードと並び、19世紀後半のイギリス音楽のルネッサンスの立役者の一人と見なされている。

## 生涯

### 幼少期

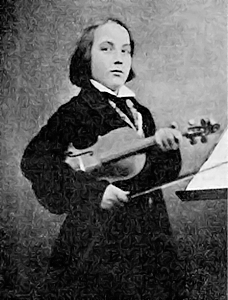
12歳のマッケンジー
彼は1927年こう言った。「もしこれくらいの髪の毛のまま一生を終えられさえすれば、幸せに死ねるんだが。」

マッケンジーはエディンバラに生まれた。アレグザンダー・マッケンジーとその妻ジェシー・ワトソン・キャンベル（旧姓）（Jessie Watson née Campbell）の間の長男であった。彼は一家で4人目の音楽家だった。祖祖父は陸軍のバンドマン、祖父のジョン・マッケンジー（John -）はエディンバラとアバディーンのヴァイオリニスト、父もヴァイオリニスト、エディンバラ王立劇場の指揮者であり「スコットランドの伝統的舞踏音楽 The National Dance Music of Scotland」の編者でもあった。マッケンジーは早くから才能を示した。8歳の時には夜な夜な父のオーケストラで演奏していたほどである。彼は音楽教育を受けるためドイツへと出され、テューリンゲンのシュヴァルツブルク＝ゾンデルスハウゼンの音楽家であるアウグシュト・バーテル（August Bartel）の元に住んだ。ここで彼は音楽院に入学し、K. W. ウルリッヒ（Ulrich）とエドゥアルド・シュタイン（Eduard Stein）の下で1857年から1861年にかけて研鑽を積み、またヴァイオリニストとして公爵のオーケストラに入団した。
マッケンジーは父の師であったプロスパー・セイントン（Prosper Sainton）に付いてヴァイオリンの勉強を続けたいと希望しており、1862年に念願かなってセイントンが教鞭を執っていたロンドンの王立音楽アカデミーに入学することができた。彼が習ったのは他に学長であったチャールズ・ルーカス（和声学）とフレデリック・ボーウェン・ジューソン（Frederick Bowen Jewson）（ピアノ）であった。アカデミー入学直後に、彼は国王奨学金を得ることができた。マッケンジーはさらに劇場やミュージックホールのピットバンド、また指導的指揮者であったマイケル・コスタの指揮する演奏会で演奏し、収入を増やした。このため彼は時おり勉学を後回しにしてしまった。ある時、ピアノの試験のために曲を練習していくことができず、彼は即興で演奏することになった。「イ短調で始まり同じ調で終わるように気をつけた」その演奏を聴いて、試験官はあまり知られていないシューベルトの作品だと信じたのだった。後年このいたずらを思い返して、マッケンジーはこう付け足している。「あんなに逃げ回っていたことに自分でも驚くよ。今の学生に同じようなリスクを犯すことは絶対に勧められないな。」マッケンジーの初期作品にはアカデミーで演奏されたものもあった。

### 初期キャリア
1865年にマッケンジーはエディンバラへ戻った。彼は地元の大学で教え、また私的にも弟子を取って大忙しとなった。1870年にはシャーロット広場のセント・ジョージ校で音楽科の責任者となった。1873年に彼はスコティッシュ声楽組合の指揮者となった。また1864年から1873年には、地域の管弦楽演奏会やバーミンガム音楽祭でヴァイオリンを弾いた。こうした中で招待音楽家と会い、ハンス・フォン・ビューローとは固い絆で結ばれることになる。1874年にマッケンジーは地元の女性である、メアリ・マリーナ・バーンサイド（Mary Malina Burnside）（1925年没）と結婚する。夫妻はメアリという娘を授かった。マッケンジーは管弦楽曲の作曲に取り組むようになり、成功を収めていく。彼の序曲「セルバンテスはビューローが1879年に指揮した。また2つのスコットランド狂詩曲は1880年と1881年にアウグスト・マンスの指揮の下、初演されている。
この頃、マッケンジーは教師、演奏家としての重労働により徐々に健康を害していく。イタリア、フィレンツェのビューローの2人の弟子、ジュゼッペ・ブオナミーチ（Giuseppe Buonamici）とジョージ・F・ハットン（George F. Hatton）がマッケンジーにカール（Carl）とジェシー（Jessie）・ヒルブランド（Hillebrand）という音楽愛好家を紹介した。彼らの元で数ヶ月の静養を取ってから、マッケンジーは作曲に専念する。1885年にイングランドに1年居たことを除けば、マッケンジーは1888年までフィレンツェに住んでいた。彼はこの期間の多くをフランツ・リストと共に過ごした。彼は器楽曲、管弦楽曲、合唱曲と2つのオペラなど、大規模な作品に取り組み始めた。彼のカンタータ「花嫁 The Bride」と「イアソン Jason」は成功を収めた。またカール・ローザのオペラ興行会社の委嘱を受け、初のオペラとなる「コロンバ Colomba」がタイムズ紙の音楽批評家であったフランシス・ヒュッファーの台本に基づいて作曲された。2作目のオペラである「トルバドゥール」は1作目ほどの成功とはならなかったものの、リストはその主題を用いてピアノ用の幻想曲を作曲しようと考えていた。1885年のバーミンガム音楽祭では、サラサーテがマッケンジーのヴァイオリン協奏曲を初演した。1885年から1886年のシーズンには、マッケンジーはロンドンのノヴェロ社のオペラ演奏会の指揮者に任命された。リストが1886年に最後にイングランドを訪れたのは、マッケンジーが指揮するリストの「聖エリーザベトの伝説」を聴くのが主な目的であった。

### 絶頂期

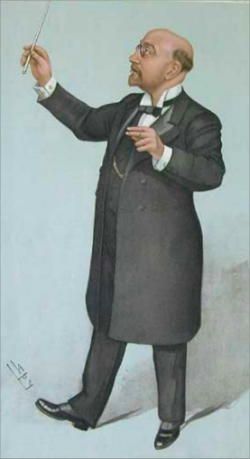
マッケンジー　スパイ作

1887年10月、王立音楽アカデミーの学長であったジョージ・アレグザンダー・マクファーレンがこの世を去り、マッケンジーは彼の後継として1888年初頭に学長に就任する。彼は1924年に引退するまでの36年間にわたってその職に留まった。当時、アカデミーは新しくできたライバル校の王立音楽大学の陰に隠れがちになっており、マッケンジーはアカデミーの栄光を取り戻す仕事に着手する。幸運にも彼はジョージ・グローヴや1895年からはヒューバート・パリーのような、相手側である王立音大の人物からの好意的な援助を受けることができ、この2校は以後、相互利益に根ざした近しい間柄となる。マッケンジーはカリキュラムの徹底的な見直しと教師陣の再編を行いながらも、作曲を教えたり学生オーケストラを指揮したりすることで学生と個人的に関わっていった。1912年にアカデミーはメイフェアの古い校舎からマーリバンに建てた新校舎へと移転する。学長として長く務めるうちにマッケンジーは非常に保守的になっていく。彼はラヴェルの作品に「有害な影響を及ぼす」との烙印を押して、学生が演奏するのを禁じてしまった。
マッケンジーは1892年から1899年まで王立合唱協会とロイヤル・フィルハーモニック協会の指揮者を務め、多くの作品の英国初演を行った。そのような中にはチャイコフスキーやボロディンの交響曲もあった。
マッケンジーは父親と同じく民謡に対して強い関心を抱いており、スコットランドの伝統歌謡の編曲集などをいくつか作成している。1903年にはカナダの民謡の調査に興味を抱いたのがきっかけで、英国系カナダ人の音楽家チャールズ・ハリスが企画したカナダ巡りの旅に同行することにした。マッケンジーはカナダの文化および、11の新たな合唱教会が設立されており国中で合唱コンクールが模様されている様に刺激を受けた。彼はカナダツアー中に演奏会で指揮をしたが、英国音楽は扱わなかった。
マッケンジーは国際的な音楽家であると見なされていた。彼は流暢にドイツ語とイタリア語を操り、1908年から1912年までは国際音楽協会の会長を務めていた。また、駆け出しの頃にエディンバラやバーミンガムでオーケストラ楽団員として演奏することで、国際的に先導的役割を果たす音楽家たちの多くと知り合い、友人関係を築いている。クララ・シューマン、グノー、ドヴォルザークなどである。彼のリストとの友好関係はマッケンジーが学生時代にゾンデルスハウゼンにいた頃に始まり、リストの生涯にわたって続いた。
マッケンジーは多くの楽曲を作曲してそれらは一般にも大きな成功を収めていたが、先にはアーサー・サリヴァンが、また同時期にはパリーが悩んでいたように、大規模な音楽院を経営しながらでは作曲の時間が少ししか取れない事態に直面していた。アカデミー内外で、彼は公開講座を開いていた。そのような中の一つ、ヴェルディのオペラ「ファルスタッフ」についての講義は、後年翻訳されてイタリアで出版された。同世代のサリヴァンやパリーが亡くなった後は、マッケンジーは彼らの生涯や作品に関する記念講演を行っている。学術的な音楽サークルでサリヴァンの評価が高くなかった時には、マッケンジーは熱心に惜しみなく擁護した。
19世紀の終わりから20世紀初頭にかけてのマッケンジーの専門家としての業績は目覚しく、各大学やイギリス内外の学術協会から数々の名誉を受けた。彼は1895年にナイトに叙され、中心的な役割を果たしてきた王立アカデミーの100周年記念となった1922年にはロイヤル・ヴィクトリア勲章を授与された。彼の86歳の誕生日には、40人を超える著名な音楽家たちが署名の刻印入りの銀のトレイを彼にプレゼントした。そこにはエルガー、ディーリアス、エセル・スマイス、エドワード・ジャーマン、ヘンリー・ウッド、ランドン・ロナルドらの名前が並ぶ。マッケンジーは1924年にアカデミーを退官し、公の活動から身を引いた。
マッケンジーは1935年、ロンドンにおいて87歳でこの世を去った。

## 作品
オックスフォード・ナショナル・バイオグラフィー辞典によると、マッケンジーの音楽は「国際的な様式ではあるが、時代に鑑みるとやや古めかしく、ビゼー、グノー、シューマンなどフランスやドイツの作曲家の影響が見受けられる。」音楽と音楽家に関するグローヴの事典では、マッケンジーの音楽は後進の作曲家たちの作品の陰に隠れてしまったとはいえ「彼および彼と同世代の作曲家たちは19世紀から20世紀初頭にかけて、イギリス音楽のルネッサンスの基礎を築いたと見なされるだろう。」としている。
エディンバラで教職に就いていた頃、マッケンジーはいくつかの作品を作曲している。ピアノ三重奏曲、弦楽四重奏曲、ピアノ四重奏曲などがそれにあたり、多忙な予定にもかかわらず彼はその後もかなりの作品を書き続けた。タイムズ紙の記すところでは彼の作品数は90にのぼり、そのうち20作品は紛れもないスコットランドの作品である。
管弦楽作品では、1877年にシュヴァルツブルク＝ゾンデルスハウゼンで演奏された序曲「セルバンテス」、1885年にサラサーテがバーミンガム音楽祭で初演した「ヴァイオリン協奏曲」、「ピアノ協奏曲 スコティッシュ」（1897年）、組曲「日々ロンドン London Day by Day」（1902年）、そして「カナダ狂詩曲 Canadian Rhapsody」（1905年）がある。彼は6つの劇への付随音楽を作曲している。「レイヴェンズウッド Ravenswood」やジェームス・マシュー・バリーの「小牧師 The Little Minister」がそれにあたる。彼がヘンリー・アーヴィング製作の「コリオレイナス」に作曲した葬送行進曲は、1905年のアーヴィングの葬儀や1935年のセント・ポール大聖堂のマッケンジー記念礼拝で演奏された。彼は交響曲にも取り組んだが、未完成に終わった。

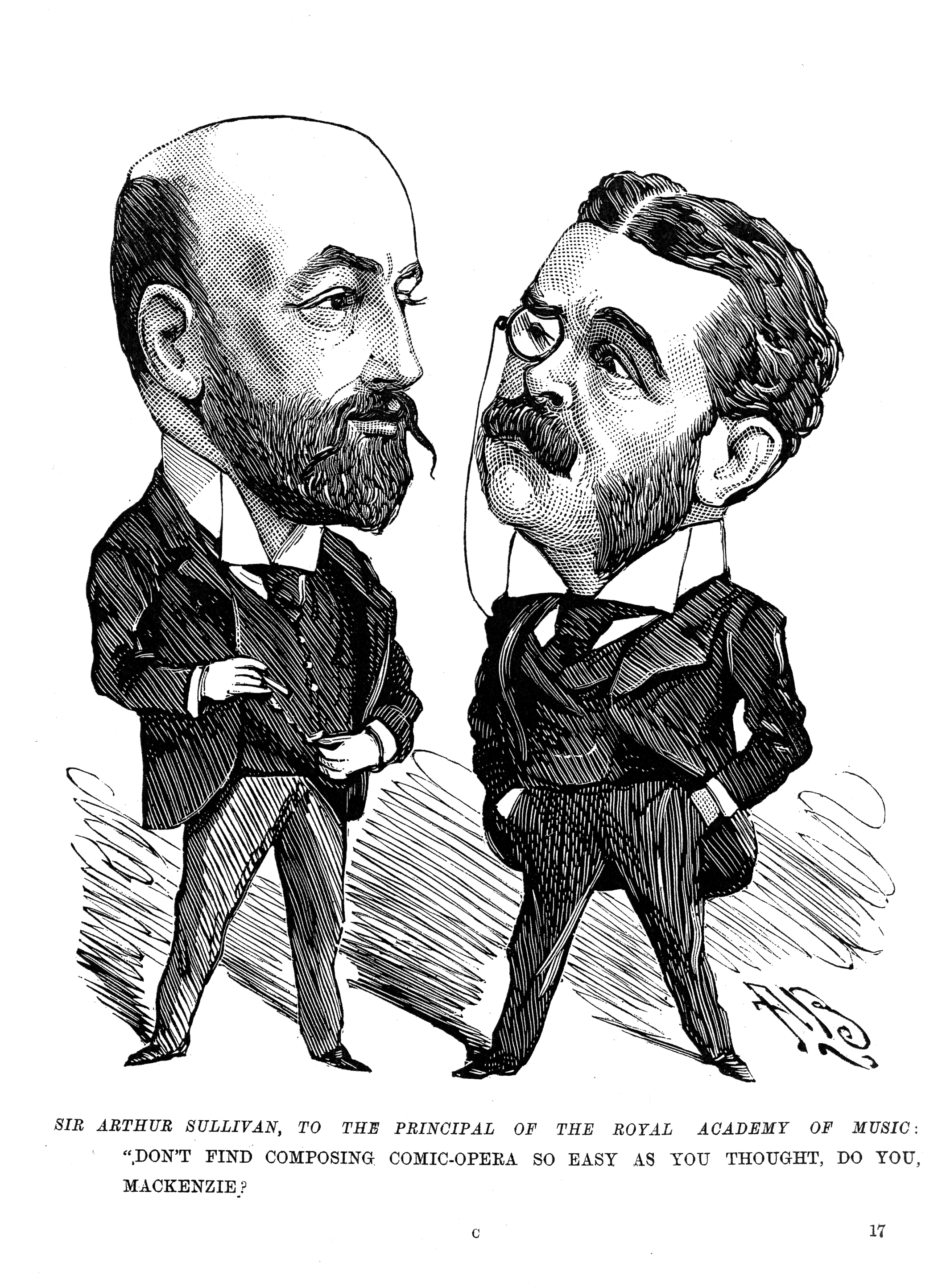
1897年の風刺画 マッケンジーがサリヴァンについて、喜劇ばかり作って「才能を無駄にしている」と批判した後、喜劇「国王陛下 His Majesty」で失敗したことを皮肉交じりに描いている。

マッケンジーが最初に国民的名声を勝ち得たのは声楽曲の作曲家としてであった。彼のカンタータ「花嫁 The Bride」は1881年のスリー・クワイア・フェスティバルで成功を収めた。その初演ではエルガーがヴァイオリンを弾いており、彼は後にマッケンジーの出会いについて「私の音楽人生における一大事件」であったと述懐している。2作目のカンタータ「イアソン」は1882年のブリストル音楽祭のための作品で、同様に評判はよかった。彼の声楽作品で最も有名なのはオラトリオ「シャロンのバラ The Rose of Sharon」で、これは1884年のノリッジ音楽祭への出展作品であった。ここでのテクストはデイリー・テレグラフの音楽批評家であるジョセフ・ベネットによる雅歌から採られている。ベネットは後にサリヴァンのカンタータ「黄金伝説 The Golden Legend」にも同じテクストを提供した。1889年の「ユバルの夢 The Dream of Jubal」は叙唱部分と合唱部分が珍しい組み合わせ方をされた曲で、同年のロイヤル・リヴァプール・フィルハーモニー管弦楽団の記念祭のために作曲された。
マッケンジーのオペラはカール・ローザの会社によって上演された、1883年の「コロンバ Colomba」が最初である。この作品は成功を収めたが、2作目の「トルバドゥール The Troubadour」（1886年）はうまくいかなかった。両オペラのためにフランシス・ヒュッファーが書いた台本は時代遅れのスタイルであり、これが多くの批判を招いた。マッケンジーの他のオペラ作品は1914年初演の「炉床でのクリケット The Cricket on the Hearth」、「聖ヨハネのイヴ The Eve of St John」（1924年）などの1幕形式の作品と、ほぼ完成している2幕形式の「コーンウォール・オペラ The Cornish Opera」、「弦楽器工房 Le luthier」がある。
批評家たちは、マッケンジーのオペラや合唱作品はどれも台本に恵まれていないと考えていた。「彼の最良の作品の多くは（中略）無視されている。その理由の一つには、同世代のパリーやスタンフォードのようにイギリスの重要な詩文や文学作品を基にせず、ベネットやヒュッファーなどの台本作家に大規模声楽作品のテクストを依頼したことがある。」「（彼）の最近のオペラのやり方を見ると、彼は雇われ作家たちの台本で満足なようである。」このことは彼が1度だけ喜劇「国王陛下 His Majesty」へ道を踏み外したことにも当てはまる。この作品はギルバートとサリヴァンが興行していたような軽いもので、フランシス・バーナードとラドルフ・レーマンが台本を担当、エイドリアン・ロスがさらに歌詞を書き足し、1897年にサヴォイ劇場で上演された。タイムズ紙はこう評している。「バーナード氏の台本作家としての喜劇での豊富な経験と、マッケンジー氏が当ジャンルへの作曲経験を持たないことを考えると、誰もが、素晴らしい脚本が深刻で野心に燃えた風な音楽で重しをつけられてしまう様を想像したことだろう。ところが実際には全く逆だったのである。」バーナードの台本がごちゃごちゃしたつまらないものだった一方、マッケンジーの音楽は「卓越した、ユーモアに溢れたもの」だった。
また、マッケンジーはヴェルディ（1913年）とリスト（1920年）に関する著作を残している。彼は回想録「ある音楽家の物語 A Musician's Narrative」において、「子どもと大人としての人生全てを、イギリス音楽へと捧げた。」と記している。